# Раковський Михайло Євгенович
Миха́йло Євге́нович Рако́вський (17 листопада 1908, місто Москва, тепер Російська Федерація — 9 травня 1984, місто Москва, тепер Російська Федерація) — радянський діяч, голова Державного комітету з приладобудування, засобів автоматизації та систем управління при Держплані СРСР — міністр СРСР. Кандидат технічних наук (1946).

## Життєпис
Народився в родині вчителя.
У 1927—1931 роках — студент Московського хіміко-технологічного інституту імені Менделєєва, здобув спеціальність інженера-технолога.
У серпні 1931 — вересні 1933 року — інженер виробничого відділу тресту «Союзгаз» Народного комісаріату важкої промисловості СРСР у Москві.
У вересні 1933—1936 роках — інженер, головний інженер будівництва експериментального галієвого заводу «Будгаз» тресту «Союзгаз» на хуторі Мельників (станції Дергачі) Саратовського краю.
У 1936—1941 роках — старший інженер, груповий інженер, заступник начальника цеху, в.о. начальника цеху тресту «Теплоконтроль».
У липні 1941 — жовтні 1942 року — заступник головного інженера проєктно-монтажної контори тресту «Теплоконтроль» Народного комісаріату електропромисловості СРСР у Москві.
Член ВКП(б) з жовтня 1942 року.
У жовтні 1942 — червні 1948 року — директор тресту «Центротеплоконтроль» Народного комісаріату (Міністерства) авіаційної промисловості СРСР у Москві та Челябінську.
У червні 1948 — липні 1954 року — начальник спеціального монтажного управління «Теплоконтроль» Міністерства машинобудування СРСР.
У липні 1954 — лютому 1956 року — начальник проєктно-конструкторського бюро (ПКБ-12) тресту «Теплоконтроль» Міністерства машинобудування та приладобудування СРСР у Москві.
У лютому 1956 — травні 1957 року — заступник міністра приладобудування та засобів автоматизації СРСР.
У липні 1957 — вересні 1958 року — заступник начальника відділу електротехнічної та приладобудівної промисловості Держплану СРСР.
У вересні 1958 — жовтні 1959 року — заступник голови Науково-технічної ради з комплексної механізації та автоматизації виробничих процесів Держплану СРСР.
У жовтні 1959 — червні 1960 року — виконувач обов'язків начальника Обчислювального центру при Держплані СРСР.
У червні 1960 — квітні 1963 року — заступник голови Державного комітету Ради міністрів СРСР з автоматизації та машинобудування.
26 квітня 1963 — 2 жовтня 1965 року — голова Державного комітету з приладобудування, засобів автоматизації та систем управління при Держплані СРСР — міністр СРСР.
У жовтні 1965 — червні 1966 року — перший заступник міністра приладобудування, засобів автоматизації та систем управління СРСР.
У червні 1966 — лютому 1979 року — заступник голови Держплану СРСР.
З лютого 1979 року — персональний пенсіонер союзного значення в Москві.
Помер 9 травня 1984 року в Москві. Похований на Новодівичому цвинтарі Москви.

## Нагороди
- два ордени Леніна
- орден Жовтневої Революції
- три ордени Трудового Червоного Прапора
- орден Червоної Зірки
- орден Дружби народів (12.04.1983)